# Hermann Ahlwardt

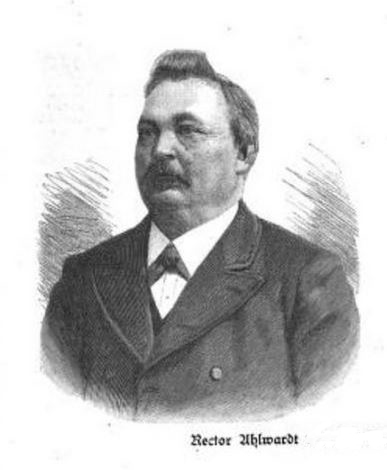
Hermann Ahlwardt

Hermann Ahlwardt (* 21. Dezember 1846 Krien bei Anklam; † 16. April 1914 in Leipzig) war ein Reichstagsabgeordneter sowie antisemitischer Agitator.

Hermann Ahlwardt in einer Karikatur des Wahren Jacob 1892; auf dem Musikinstrument Ahlwardts ist „Hepp-Hepp-Hepp“ zu lesen.

1891 illustriert das sozialdemokratische Witzblatt "Der Wahre Jacob" zustimmend die von Hermann Ahlwardt ausgegebene Parole „Gegen Junker und Juden“.

## Leben
Hermann Ahlwardt arbeitete als Volksschullehrer in Neuruppin und seit 1869 in Berlin. 1870/71 nahm er am Deutsch-Französischen Krieg teil. Nach dem Krieg wurde er zunächst 1881 Rektor an einer Berliner Volksschule, später aber wegen Veruntreuung von Schulgeldern aus dem Schuldienst entlassen. In der Folgezeit widmete er sich der antisemitischen Agitation und der Aufdeckung angeblicher Korruptionsskandale. Mit Prozessen unter anderem gegen die Schulbehörde, Manché, Gerson von Bleichröder und die Gewehrfabrik Loewe erregte er einiges Aufsehen, auch wenn ihm die Gerichte in der Sache nicht Recht gaben. Beleidigungen und Verleumdungen in seinen Schriften Der Verzweiflungskampf der arischen Völker mit dem Judentum (1890) und Der Eid eines Juden (1891) brachten ihm eine viermonatige Gefängnisstrafe ein.

### „Judenflinten“
1892 beschuldigte Ahlwardt die Gewehrfabrik Ludwig Loewe & Co., fehlerhafte Gewehre 88 an das Heer zu liefern, um im Sinne einer jüdisch-französischen Verschwörung Deutschland militärisch zu schwächen. Als sich seine Beschuldigungen als unhaltbar erwiesen, wurde Ahlwardt wegen Verleumdung zu fünf Monaten Zuchthaus verurteilt, die er aufgrund parlamentarischer Immunität  zunächst nicht antreten musste und später auch nicht mehr antrat.

### „Rektor aller Deutschen“
In einer Nachwahl gelangte Ahlwardt 1892 für den Brandenburger Wahlkreis Arnswalde-Friedeberg in den Reichstag und blieb Reichstagsabgeordneter bis 1902. 1893 wurde er in Arnswalde und in Neustettin mit überwältigenden Mehrheiten wiedergewählt. In den Wahlkämpfen hatte er ähnlich wie der hessische Antisemit Otto Böckel „gegen Junker und Juden“ agitiert. Seine Prozesse und Skandalgeschichten machten Ahlwardt reichsweit bekannt.
Im Reichstag bezeichnete er die Juden als „Raubtiere“ und „Cholerabazillen“. Er forderte, sie so zu behandeln, wie die britische Kolonialverwaltung es früher in Indien mit den Thugs, einer mörderischen Sekte, machte, nämlich sie „auszurotten“. Indem er behauptete, nicht so weit zu gehen wie österreichische Antisemiten, die ein „Schußgeld“ für die Ermordung von Juden gefordert hatten und die verlangten, dass der Täter eines „totgeschlagenen“ Juden diesen beerben soll, gab er zugleich einen öffentlichen Einblick in seine Gedanken, die in Richtung Mord und Totschlag gingen.
Ahlwardt verstand es, sich als Opfer einer korrupten und „verjudeten“ Justiz darzustellen. Während das politische Establishment ihn als radauantisemitischen Wanderprediger verurteilte, gewann er vor allem in Brandenburg und Pommern eine treue Gefolgschaft, die ihn als „Rektor aller Deutschen“ verehrte. Ahlwardt unternahm in den 1890er Jahren zahlreiche Agitationsreisen, u. a. in die USA, und vermarktete seine Person in Liedern, Bildern, Büsten, Münzen und Zigarren. Seine Gegner warfen ihm deshalb „Geschäftsantisemitismus“ vor.

### Folgen von Ahlwardts Radauantisemitismus
Ahlwardts Erfolge in den konservativen Hochburgen Brandenburg und Pommern hatten unmittelbare Auswirkungen auf den Kurs der Deutschkonservativen Partei. Sie gab sich auf dem Tivoli-Parteitag 1892 ein antisemitisches Programm, um den Schwung der judenfeindlichen Bewegung für sich zu nutzen und nicht noch mehr Wahlkreise an Agitatoren wie Böckel und Ahlwardt zu verlieren.

### Politische Isolierung und Bedeutungslosigkeit
Die Skandale um Ahlwardt führten dazu, dass sich sogar die Antisemitenparteien von ihm distanzierten. Sein Bundschuh-Programm, das Rassenantisemitismus, Antikapitalismus, Agrarromantik und Mittelstandsideologie mischte, wurde von ihnen abgelehnt. 1895 wurde er aus der Deutschsozialen Reformpartei ausgeschlossen. Daraufhin gründete er gemeinsam mit Otto Böckel die Antisemitische Volkspartei, die allerdings völlig bedeutungslos blieb. In der Reichstagswahl von 1903 wurde Ahlwardt nicht wiedergewählt und zog sich aus der Politik zurück. Über seinen weiteren Werdegang ist nichts bekannt.
1914 kam Ahlwardt im Alter von 67 Jahren bei einem Verkehrsunfall ums Leben.

## Werke (Auswahl)
- Der Verzweiflungskampf der arischen Völker mit dem Judentum, 3 Bde., Berlin 1890–1892
  - [1. Teil] F. Grobhäuser, Berlin 1890 (Web-Ressource)
  - 2. Teil: Der Eid eines Juden, Georg Höppner’s Buchhandlung, Berlin 1891 (Web-Ressource)
  - 3. Teil: Jüdische Taktik, zugleich Antwort an Herrn Ludwig Jacobowski, Georg Höppner’s Buchhandlung, Berlin 1892 (Web-Ressource)
- Die Prozesse Manché und Bleichröder, 1892
- Die Judenjagd und die Deutsche Meute. Ein Nachtrag zu den Judenflinten, 1892
- Der große Prophet. Ein Mahn- und Abschiedswort an meine antisemitischen Freunde, 1892
- Die Judenfrage. Vortrag, 1892
- Otterngezücht, 1892
- Meine Verhaftung, 1892
- Wie es der Jude treibt, Vortrag, 1892

- Die Vertrustung Deutschlands, 1913
- Wahrheiten über ein deutsches Bergwerk in Böhmen. Rudolfstädter Erzbergbau-Gewerkschaft in Budweis. Ein Wirklichkeits-Roman moderner Art mit den üblichen Begleiterscheinungen von Selbstmord, Irrsinn und Verzweiflung, 1913
- Mehr Licht! Die Ermordung Friedrich Schillers, Lessings und Mozarts vor dem Forum moderner Literatur- und Weltgeschichte, 1914
- Mehr Licht! Der Orden Jesu in seiner wahren Gestalt und in seinen Verhältnisse zu Freimaurer- und Judentum, 1919

### Herausgebertätigkeit
- Bundschuh. Wochenblatt für das deutsche Volk, 1894

## Notizen
1. ↑  Stenografisches Protokoll, 53. Sitzung vom 6. März 1895, Printausg. S. 1296ff.

| Personendaten    | Personendaten                                         |
| ---------------- | ----------------------------------------------------- |
| NAME             | Ahlwardt, Hermann                                     |
| ALTERNATIVNAMEN  | Koniecki, Hermann (Pseudonym)                         |
| KURZBESCHREIBUNG | deutscher Politiker, MdR und antisemitischer Agitator |
| GEBURTSDATUM     | 21. Dezember 1846                                     |
| GEBURTSORT       | Krien                                                 |
| STERBEDATUM      | 16. April 1914                                        |
| STERBEORT        | Leipzig                                               |